# Archidiecezja maltańska

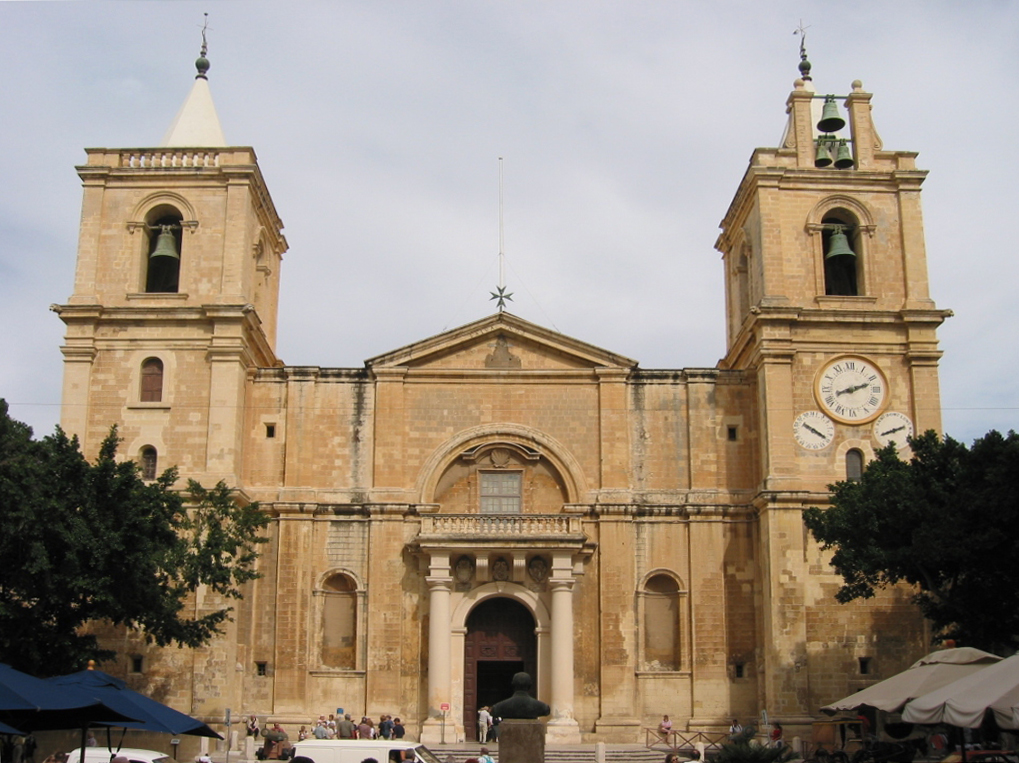
Konkatedra św. Jana w Valletcie

Archidiecezja maltańska (malt. L-Arċidjoċesi ta’ Malta, łac. Archidioecesis Melitensis) – katolicka archidiecezja maltańska, obejmująca swoim zasięgiem wschodnią część kraju – terytorium wyspy Malta. Siedziba arcybiskupa znajduje się w archikatedrze św. Pawła w Mdinie.

## Historia
Wg Pisma Świętego sam św. Paweł Apostoł ustanowił diecezję Malty w roku 60 n.e., kiedy to powołał rzymskiego namiestnika Malty Publiusza, pierwszego maltańskiego świętego, jako pierwszego biskupa Malty. W ten sposób Malta stała się jednym z pierwszych krajów na świecie, które nawróciły się na chrześcijaństwo, i pierwszym na zachodzie. Diecezja maltańska została siedzibą sufraganii metropolii w Palermo bullą papieża Adriana IV 10 lipca 1156, potwierdzoną przez papieża Aleksandra III 26 kwietnia 1160. Diecezja maltańska, która jest jedną z najstarszych diecezji świata, została wyniesiona do rangi archidiecezji 1 stycznia 1944.
Do roku 1864 diecezja maltańska obejmowała wyspy Malta, Gozo i Comino. 22 września 1864 odłączone zostały od niej wyspy Gozo i Comino, kiedy papież Pius IX utworzył diecezję na Gozo, która stała się sufraganią diecezji na Malcie.

## Biskupi
- arcybiskup metropolita – abp Charles Scicluna[6]
- biskup pomocniczy – Joseph Galea-Curmi[7]

## Główne świątynie
- Katedra Świętego Pawła w Mdinie
- Konkatedra świętego Jana w Valletcie[1]

## Sufragania
- Diecezja Gozo[1][5]

## Patroni
- św. Paweł
- św. Jan Chrzciciel